# Schweizerischer Wasserwirtschaftsverband
Der Schweizerische Wasserwirtschaftsverband (SWV) ist ein Fach- und Interessenverband zur gemeinsame Wahrung und Förderung der gesamten schweizerischen Wasserwirtschaft. Als Verein gemäss Zivilgesetzbuch (ZGB) der Schweiz verfolgt er schwerpunktmässig die Wasserkraftnutzung und den Hochwasserschutz.
Seit 1910 bietet er neben den Schwerpunkten Unterstützung auf den Gebieten Wasserrecht, Talsperrenbau, Schifffahrt, Wildbachverbauung, Flusskorrektionen, Seeregulierungen, Wasserversorgung, Bewässerungen und Entwässerungen sowie Schutz der ober- und unterirdischen Gewässer gegen Verschmutzung.
Der Verband ist Herausgeber der Fachzeitschrift Wasser Energie Luft, die es mit dem Namen seit 1975 gibt. Als Vorgänger gab es:
- 1908–1930 Schweizerische Wasserwirtschaft
- 1931–1934 Schweizerische Wasser- und Energiewirtschaft
- 1935–1975 Wasser- und Energiewirtschaft

Die Zeitschrift bringt mit vier Ausgaben pro Jahr fundierte Fachartikel und Nachrichten zu aktuellen Fragen und Projekten mit Fokus auf der Wasserwirtschaft.